# James Fenimore Cooper
James Fenimore Cooper (født 15. september 1789, død 14. september 1851) var en amerikansk forfatter, hvis romaner blev samtidens mest læste.
Han huskes bedst for sin romanserie om Læderstrømpe:
- The Pioneers (1823)
- The Prairie (1827)
- Den sidste mohikaner (1826, på dansk 1827)
- Stifinder (1840, på dansk 1851)
- Hjortedræber (1841, på dansk 1845)

Hans datter Susan Fenimore Cooper var også forfatter og kendt for at være filantrop.